# The Hill We Climb

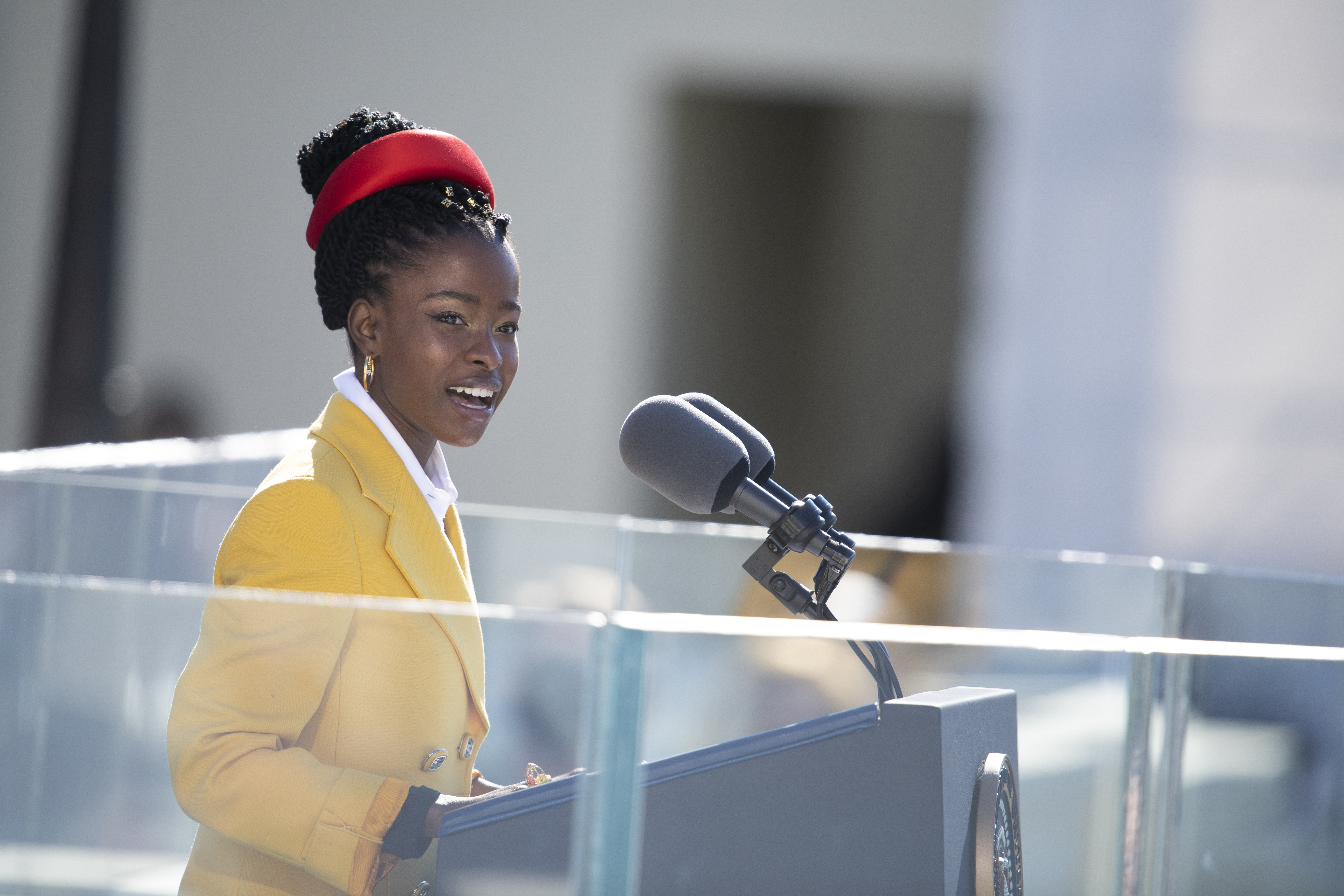
Amanda Gorman trägt das Gedicht The Hill We Climb vor

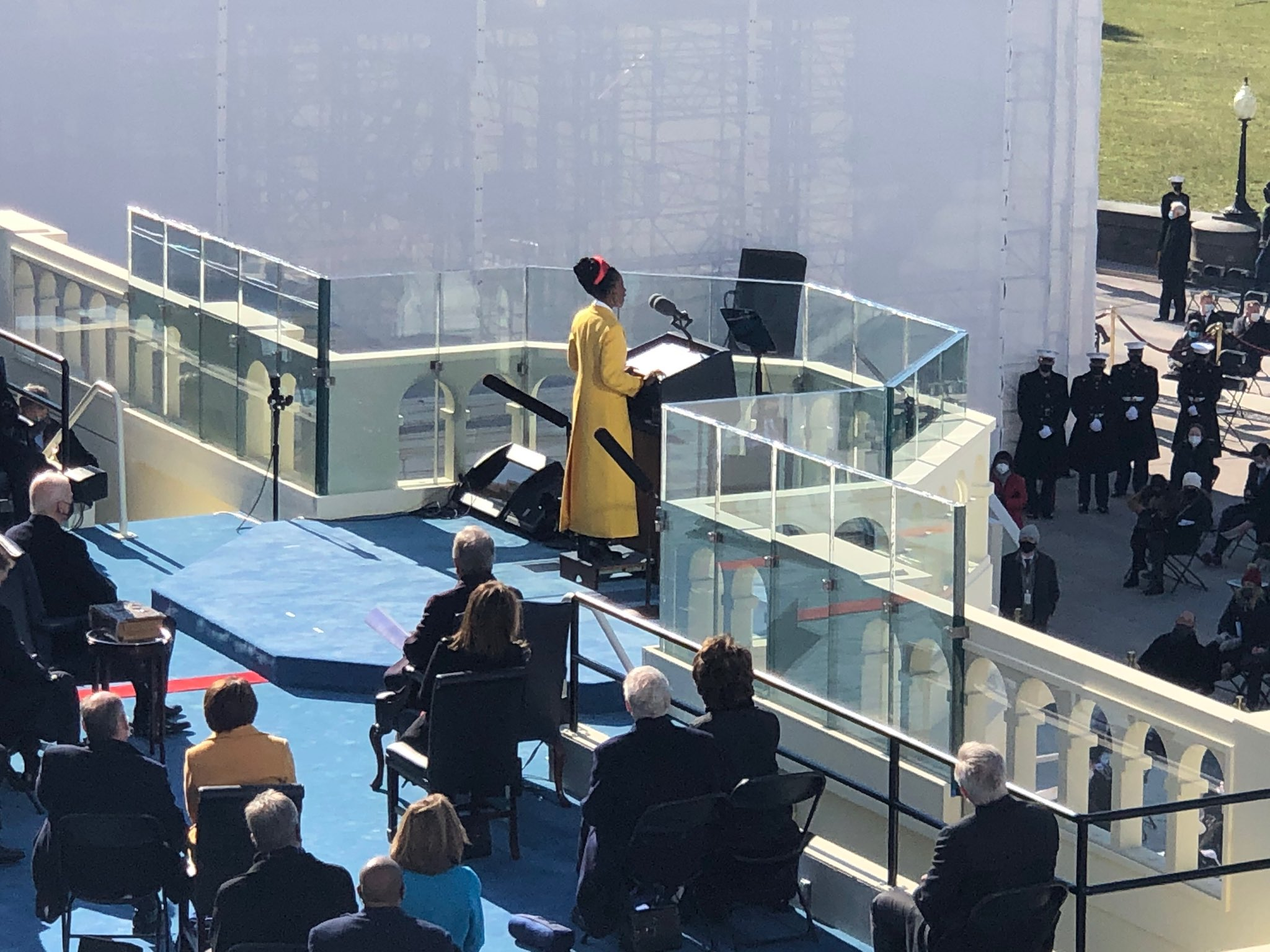
Gormans Vortrag bei der Amtseinführung von Joe Biden am 20. Januar 2021

The Hill We Climb (in deutscher Übersetzung: Den Hügel hinauf) ist ein Gedicht, das die damals 22-jährige Amanda Gorman für die Amtseinführung von Joe Biden am 20. Januar 2021 verfasst und dort auch als Inaugural Poet rezitiert hat. Das Gedicht wurde in den Wochen nach der US-Präsidentschaftswahl 2020 geschrieben, wobei bedeutende Passagen in der Nacht des 6. Januar 2021 als Reaktion auf den Sturm auf das Kapitol in Washington abgefasst wurden. The Hill We Climb wurde weithin für seine Botschaft, Formulierung und Übermittlung gelobt.

## Hintergrund
Gorman ist eine US-amerikanische Dichterin aus Los Angeles, Kalifornien. 2017 wurde sie zur ersten nationalen Jugenddichterin ernannt. Am 14. Januar 2021 gab das Komitee, das die Amtseinführung von Joe Biden organisierte, bekannt, dass Gorman ein Gedicht vortragen werde.  Gorman sagte, dass sie Anfang Januar mit dem Schreiben des Gedichts begonnen habe, indem sie Gedichte von früheren Eröffnungsdichtern durchgesehen habe, zu denen Robert Frost und Maya Angelou gehörten. Sie habe auch berühmte Redner studiert wie Abraham Lincoln, Frederick Douglass, Martin Luther King Jr. und Winston Churchill. Gorman sprach auch mit Richard Blanco und Elizabeth Alexander, Dichtern, die bei früheren Amtseinführungen amerikanischer Präsidenten berücksichtigt worden waren.
Die Frau von Joe Biden, Jill Biden, bat Gorman, anlässlich der Amtseinführung Bidens ein Gedicht vorzutragen. Sie wurde am 30. Dezember 2020  darüber informiert. Gorman schrieb mehrere Zeilen pro Tag, und hatte das Gedicht etwa zur Hälfte fertiggestellt, als am 6. Januar 2021 das Kapitol der Vereinigten Staaten gestürmt wurde. Gorman teilte der New York Times mit, dass sie Schwierigkeiten hatte, das Gedicht fertigzustellen, und sich Sorgen machte, ob es angemessen sein würde. Sie sagte, dass der Sturm in einem Interview mit CBS News „den Tag markierte, an dem das Gedicht wirklich zum Leben erweckt wurde“, als sie die Ereignisse in ihr Gedicht einarbeitete. Gorman beendete das Gedicht in der Nacht des 6. Januars.
Gorman – die als Kind eine Sprachbehinderung hatte – war 22 Jahre alt, als sie das Gedicht bei einer Amtseinführung des Präsidenten las, womit sie die jüngste Dichterin war, die jemals bei einer Amtseinführung eines amerikanischen Präsidenten mitwirkte. Sie versuchte, das Gedicht als Gelegenheit zu nutzen, um „Einheit und Zusammenarbeit und Zusammengehörigkeit“ zu fordern. Bei ihrem Auftritt trug sie Schmuck, den Oprah Winfrey ihr schenkte, einen gelben Mantel und ein rotes Stirnband, die von Miuccia Prada entworfen wurden. Sie versuche damit, Maya Angelou zu ehren, die bei der Amtseinführung von Bill Clinton 1993 vortrug.

## Inhalt
Gorman benötigte etwas mehr als fünf Minuten, um das 723 Wörter umfassende Gedicht The Hill We Climb vorzutragen. Sie sprach über ihr Erbe, dass sie von Sklaven abstamme und über ihre Träume für die Zukunft. Sie beschrieb Amerika als „nicht gebrochen, sondern einfach unvollendet“ und bemerkte seine Verluste, aber auch die Möglichkeit der Versöhnung. Gorman nutzt große Mengen an Alliterationen und „beruhigenden Aphorismen“. Das Gedicht enthält zwei Bezüge zu dem Musical Hamilton, das das Leben des amerikanischen Gründervaters Alexander Hamilton aufgreift.
Let the globe, if nothing else, say this is true.

   That even as we grieved, we grew.

   That even as we hurt, we hoped.

   That even as we tired, we tried.
Lass die Welt sagen, wenn nichts sonst, dass dies wahr ist.

   Dass wir, selbst als wir trauerten, wuchsen.

   Dass wir, selbst als wir litten, hofften.

   Dass wir es, selbst als wir ermüdeten, versuchten.

## Rezeption
Das Gedicht wurde von Persönlichkeiten wie Oprah Winfrey, Hillary Clinton, Stacey Abrams und Michelle Obama weithin gelobt.
Will Gompertz, ein Kritiker von BBC News, beschrieb es als „wohlabgewogenes Gedicht in schöner Rhythmik für einen besonderen Anlass“, das über Bidens Amtseinführung hinaus Resonanz finden würde. Er lobte Gorman dafür, dass sie eine passende Rede für diesen Anlass hielt und diese mit „Anmut“ vortrug. The Atlantic beschrieb die Lesung als „makellos“. Ein Kritiker der NPR lobte Gormans Lesung, ihr Gedicht und seine Botschaft. Sie zogen Parallelen zwischen ihrem Gedicht und den Werken anderer Gründungsdichter wie z. B. Frost und Blanco. Mehrere Kritiker nannten das Gedicht einen Höhepunkt der Amtseinführung. Der Kritiker des Guardian betrachtete das Gedicht als Tour-de-Force für Gorman, während The Wall Street Journal es als „Hauptattraktion“ beschrieb und feststellte, dass sie eine Zeitlang schneller Follower auf Twitter gewann als Joe Biden.
Die Journalistin und Literaturwissenschaftlerin Marie-Luise Goldmann beobachtet in Die Welt, dass „das geschickte Spiel mit Umkehrdynamiken, die vom Gleichklang unterschiedlicher Wörter oder einer Reformulierung bekannter Subjektstrukturen profitieren“ ein Stilmerkmal der Lyrik Gormans sei. Außerdem lobt sie die Art, wie die Lyrikerin die Idee des Strebens nach Einheit „stilistisch virtuos untermauert: Ausdrücke ähneln sich, verschwimmen, gehen ineinander über und werden eins, ohne gleichzumachen, versammeln sich in einem schillernd-schönen See der Sätze. Die Einheit in der Differenz, fantastisch ausgedrückt in der alliterativen Forderung, ‚to compose a country committed to all cultures, colors, characters and conditions of man‘.“ Schließlich zieht Goldmann das Fazit, dass Gorman selbst das Licht sei, das sie in ihrem Gedicht suche.
In einem kritischen Beitrag für literaturkritik.de attestierte Jonas Heß dem Gedicht „eher schlicht[e]“ Verse, „kurze Sätze, oft im Zeilenstil, eingängige (Binnen-)Reime, wo möglich und nötig, manchmal Assonanzen, und eine leicht zu verstehende, emotionalisierte Sprache – abgerundet durch eine effektvolle, resümierende Pointe“. Dies sei aber vor allem dem Anlass geschuldet gewesen, zu dem die Verse verfasst und bei dem sie vorgetragen wurden. Die breite Rezipierbarkeit durch eine große Masse, auch auf den sozialen Netzwerken, verlange nach einer eingängigen Form und einem ebensolchen Inhalt. Deshalb schreibe Gorman hierfür eher weniger komplexe „Texte, die auch als Meme oder Kalenderspruch noch funktionieren können.“

### Entfernung aus einer Schulbibliothek
Im Mai 2023 entfernte eine Schule in Miami Lakes in Florida auf Antrag einer Mutter The Hill We Climb aus der Schulbibliothek, zusammen mit anderen Büchern zur Geschichte der Afroamerikaner, über Kuba, sowie einer Biographie über Langston Hughes. Die Begründung war, die Werke seien nicht pädagogisch und enthielten „indirekte Hassbotschaften“. Die Zugangsbeschränkung soll für Grundschüler gelten, während Schüler der Mittelstufe weiterhin Zugang zu dem Gedicht haben dürfen. Die Entscheidung löste ein internationales Medienecho aus. Sie fiel dabei in eine Reihe von ähnlichen Entscheidungen zu Zugangsbeschränkungen für Bücher in Schulbibliotheken in Florida und den Vereinigten Staaten. Die beantragende Mutter, die in der Vergangenheit mehrere Veranstaltungen der Moms for Liberty und der rechtsextremen Proud Boys besucht hatte, gab später an, die betreffenden Werke nicht vollständig gelesen zu haben und fälschlicherweise von Oprah Winfrey als Autorin von The Hill We Climb ausgegangen zu sein. Gorman selbst äußerte sich, sie könne keinen der angegebenen Gründe für die Einschränkung nachvollziehen.

## Veröffentlichungen

### Englische Erstausgabe
Das Gedicht wurde unmittelbar nach dem öffentlichen Vortrag im Wortlaut online veröffentlicht, auch in deutscher Übersetzung.
Kurz darauf kündigte Penguin Books an, das Gedicht im Frühjahr 2021 in einer Auflage von 150.000 Hardcover-Exemplaren auf den Markt zu bringen. Es erschien unter dem Titel The Hill We Climb. An Inaugural Poem for the Country mit einem Vorwort von Oprah Winfrey am 30. März 2021 bei Viking Books, nachdem es schon vorher aufgrund der Vorbestellungen die Spitze der Bestsellerliste erklommen hatte. Im Herbst 2021 wurde es als Teil von Gormans erster Gedichtsammlung The Hill We Climb and Other Poems veröffentlicht, dessen Titel später zu Call Us What We Carry geändert wurde.

### Kontroversen um die Übersetzungen
Die Auswahl der Übersetzerin des Gedichtbands ins Niederländische wurde kontrovers diskutiert. Die Aktivistin Janice Deul wies in einem Beitrag in der Zeitung De Volkskrant darauf hin, dass mit Marieke Lucas Rijneveld eine weiße, nichtbinäre Person für die Übersetzung einer Schwarzen Autorin ausgewählt worden sei. Die Wahl von Rijneveld war von Gorman ausdrücklich begrüßt worden. Rijneveld zog sich daraufhin von dem Projekt zurück. Der Spiegel ordnete den Vorgang als eine „praktische Auswirkung der Identitätspolitik auf den Literaturbetrieb“ ein.
Auch um die bereits abgeschlossene Übersetzung des Gedichts ins Katalanische entstand eine Kontroverse, als der Verlag Univers in Barcelona seinen Auftrag auf Druck „aus den USA“ zurückzog, weil der Übersetzer Victor Obiols nicht mehr opportun erschien. Er sagte gegenüber AFP, gesucht werde „nach jemandem mit einem anderen Profil, einer jungen Aktivistin, im besten Fall schwarz.“ Obiols versetzte daraufhin nach Darstellung des Börsenblatts, wenn er eine Dichterin nicht übersetzen könne, weil sie jung, weiblich, schwarz und eine Amerikanerin des 21. Jahrhunderts sei, dann könne er auch keinen Homer übersetzen, „denn ich bin kein Grieche aus dem 8. Jahrhundert vor Christus. Oder ich hätte auch Shakespeare nicht übersetzen können, weil ich kein Engländer aus dem 16. Jahrhundert bin.“
Die Bachmann-Preisträgerin Sharon Dodua Otoo formulierte in dem Literaturblog 54books, weiße Menschen dürften „in der Tat alles übersetzen. Die eigentliche Frage sei: dürften Schwarze Menschen das auch?“
Die deutsche Ausgabe erschien im Verlag Hoffmann und Campe in Übersetzung von Kübra Gümüşay, Hadija Haruna-Oelker und Uda Strätling, wobei Gümüşay und Haruna-Oelker vorher nie als Übersetzerin gearbeitet haben. Der österreichische Standard bewertet die Übersetzung inhaltlich als „in höchstem Maß missglückt“. Auch in anderen Medien wurde die deutsche Übersetzung kritisiert.

## Ausgaben
- Amanda Gorman: The Hill We Climb. An inaugural poem for the country. Viking Books for Young Readers, New York 2021, ISBN 978-0-593-46527-1.
- Amanda Gorman: The Hill We Climb – Den Hügel hinauf: Zweisprachige Ausgabe. Hoffmann und Campe Verlag, Hamburg 2021, ISBN 978-3-455-01178-4 (amerikanisches Englisch: The Hill We Climb. Übersetzt von Kübra Gümüşay, Hadija Haruna-Oelker, Uda Strätling).